# Verde por Fora, Vermelho por Dentro
Verde por Fora, Vermelho por Dentro (1980) é um filme português de longa metragem, de Ricardo Costa.
O filme estreou a 16 de Outubro de 1980 no Estúdio 144 , em Lisboa, e nos cinemas Carlos Manuel (Sintra) e Gil Vicente (Coimbra)  .
Comédia eivada de humor negro a obra é, mais precisamente, uma comédia dramática em estilo de paródia com o intuito de provocar no espectador uma reacção crítica perante uma adivinha popular : ‘Qual é a coisa qual é ela verde por fora e vermelha por dentro?’ 
No início da década de 1980 sérias questões se levantavam quanto ao futuro de Portugal e é esse o ponto de interrogação que o filme explora, interpelando não só os verrinosos crentes do regime deposto mas também as mentes bem pensantes dos novos tempos.   Como seria de esperar, a obra foi espancada pela crítica nacional, que a considerou nula e ‘um disparate’, mas deu bastante que falar. (VER ‘fontes e referências’) 

## Sinopse
Um homem de negócios de meia idade, um neoliberal, regressa a Portugal pouco depois do 25 de Abril de 1974. Tecido em décors kitsch, o seu grande projecto é fazer uma plantação de bananas para ajudar a salvar a economia nacional, abalada pela revolução. Falha. E até falha a própria morte, à qual «escapa» misteriosamente, ficando cadáver adiado. E assim a fita continua...

## Enquadramento histórico
É uma produção independente da Diafilme (1976/1990), empresa não cooperativa mas similar a  outras então existentes, que o produz sem subsídios. A firma é gerida por Ricardo Costa, associado com Ilídio Ribeiro, um dos argumentistas. Ambos tinham criado antes a MONDAR editores (1965/1975), que lançou obras como os Cadernos de Poesia Experimental, os Cadernos de Teatro, os Cadernos de Cinema (Bergman no Cerco - 1964), o livro CIA, conjunto de desenhos humorísticos de Maurice Siné , e ainda vários outros livros de referência.
O filme foi produzido inteiramente com financiamentos privados, mas não dispunha de fundos para a pós-produção. Para o concluir, os produtores candidataram-se ao fundo de apoio ao cinema português do Instituto Português de Cinema. O então Secretário de Estado da Cultura, António Reis, deu luz verde para atribuir uma percentagem do pretendido financiamento, mas foi entretanto exonerado do cargo numa mudança de governo. O grupo de trabalho ao qual António Reis pertencia entregou a selecção das candidaturas ao novo presidente do IPC, Alberto Seixas Santos. Após um segundo visionamento do filme, decidiu Seixas Santos chumbar o projecto, que ficou sem apoios. A sua conclusão só foi possível visto o filme ter sido seleccionado para o 9º Festival Internacional de Cinema da Figueira da Foz, tendo sido contemplado com algum dinheiro para esse efeito pelo IPC, junto com outros filmes portugueses que aí foram exibidos.
Verde por fora, Vermelho por Dentro, foi distribuído pela Doperfilme, então gerida pelo escritor Almeida Faria. Estreou em Lisboa no "Estúdio 144", situado  junto do Campo Pequeno. Ferozmente atacado pela crítica nacional, foi no entanto bem aceite por outro género de público, mais sensível ao humor, e participou com sucesso em vários festivais internacionais.
As filmagens de Verde por Fora, Vermelho por Dentro tiveram lugar nas quintas de Vale de Lobos, perto de Santarém, nas do Alviela e do Gaio, aí perto também. Os interiores foram filmados na casa de Alexandre Herculano, em Vale de Lobos. A produção é de 1978/1979.

## Elenco
- Rogério Paulo – pai
- Adelaide João – governanta
- Armando Venâncio – visitante
- Maria Teresa Melro – Guida
- Ana Luísa Nascimento – Betty
- Luís Alberto – técnico agrícola
- António Machado Ribeiro – homem de negócios
- Pedro Valentim – António (empregado)
- Mário Vasco – Chico (empregado)
- António Germano Anjos – professor de violino
- António Anjos – apicultor
- Helena Isabel – Maggie
- Fernanda Esmeralda – peregrina, viúva
- Maria Alice Cruz – caseira
- Luís Barradas – guarda-costas
- Luis Alberto – técnico agrícola
- António Macedo – cantor boémio
- José Mourão – taberneiro
- Mário Fonseca – moleiro
- Vítor Duarte – peregrino
- José Carolino – caseiro
- Fátima de Matos-Cruz – jovem do funeral
- José de Matos-Cruz – vampiro
- José Maria – professor de economia
- Conceição Madureira – acompanhante do funeral
- Carlos Jorge Fraga – homem de cinzento no funeral

## Festivais
- 1980 –  9° Festival Internacional de Cinema da Figueira da Foz
- 1980 – 10º Festival Internacional de Cinema de Santarém
- 1981 – 10º Festival Internacional de Cinema de Salónica, Grécia
- 1981 – 31º Festival Internacional de Cinema de Berlim (Filmmesse - de 14 a 19 de Fevereiro: destaque para o cinema português)
- 1982 – Festival de Cinema Mediterrânico de Lecce, Itália, (Cinema e Mezzo Giorno d'Europa)